# 8725 Keiko
8725 Keiko este un asteroid din centura principală de asteroizi.

## Descriere
8725 Keiko este un asteroid din centura principală de asteroizi. A fost descoperit pe 5 octombrie 1996 la Yatsuka de Hiroshi Abe (astronom). El prezintă o orbită caracterizată de o semiaxă mare de 2,15 ua, o excentricitate de 0,11 și o înclinație de 2,5° în raport cu ecliptica.